# パトリック・ウィリアムズ
パトリック・ウィリアムズ（Patrick Williams、1939年4月23日 - 2018年7月25日）は、アメリカ合衆国の作曲家、編曲家、指揮者。ジャズやポピュラー音楽、映画音楽やテレビの音楽で知られる。

## 略歴
ミズーリ州で生まれ、コネチカット州で育った。デューク大学で法律を学ぶが、その後コロンビア大学で作曲と指揮を学んだ。1968年に活動拠点をカリフォルニア州に移す。
65本を超える映画音楽や100本のテレビ音楽、25本のテレビ・シリーズの音楽を作曲するとともに、18枚のアルバムを手がけ、30曲の演奏会用音楽を発表している。エミー賞を4回（ノミネート22回）、グラミー賞を2回（ノミネート17回）それぞれ受賞しており、アカデミー作曲賞やピューリッツァー賞にもノミネートされている。
2018年7月25日、カリフォルニア州サンタモニカにて癌のため死去。79歳没。

## 主なフィルモグラフィ

### 映画
- 『水色のビキニのマドモアゼル』 - How Sweet It Is! (1968年)
- 『水は危険・ハイジャック珍道中』 - Don't Drink the Water (1969年)
- 『果てしなき慕情』 - A Nice Girl Like Me (1969年)
- 『西部番外地』 - Macho Callahan (1970年)
- 『殺しを呼ぶ情事』 - Travis Logan, D.A. (1971年) ※テレビ映画
- 『キャプテン・アメリカ』 - Evel Knievel (1971年)
- 『恐怖のエアポート』 - Terror in the Sky (1971年) ※テレビ映画
- 『辺境の谷』 - Lock, Stock and Barrel (1971年) ※テレビ映画
- 『怒りと憎しみの荒野』 - Hardcase (1972年) ※テレビ映画
- 『爆発・暴走!恐怖の地下鉄大脱出』 - Short Walk to Daylight (1972年) ※テレビ映画
- 『怪奇!吸血人間スネーク』 - Sssssss (1973年)
- 『セクシャル・タッチ』 - Harrad Summer (1974年)
- 『安楽死』 - Murder or Mercy (1974年) ※テレビ映画
- 『潜入警官』 - Crossfire (1975年) ※テレビ映画
- 『黒幕は最後に殺（ばら）せ』 - Framed (1975年)
- 『月への冒険旅行』 - Stowaway to the Moon (1975年) ※テレビ映画
- 『超能力100万ボルトの瞳』 - The Man with the Power (1977年) ※テレビ映画
- 『ワン・アンド・オンリー』 - The One and Only (1978年)
- 『すばらしき仲間たち』 - Casey's Shadow (1978年)
- 『名探偵再登場』 - The Cheap Detective (1978年)
- 『ザ・シニア セックス大学の青春』 - The Seniors (1978年)
- 『ホットスタッフ』 - Hot Stuff (1979年)
- 『新・明日に向って撃て!』 - Butch and Sundance: The Early Days (1979年)
- 『ヤング・ゼネレーション』 - Breaking Away (1979年)
- 『さらばキューバ』 - Cuba (1979年)
- 『ニューヨークの恋人』 - Hero at Large (1980年)
- 『ひと妻窃盗団』 - How to Beat the High Cost of Living (1980年)
- 『ダドリー・ムーアのモーゼの気分で』 - Wholly Moses! (1980年)
- 『ユーズド・カー』 - Used Cars (1980年)
- 『オリエンタル探偵殺人事件』 - Charlie Chan and the Curse of the Dragon Queen (1981年)
- 『キャッシー・ミラーの奇跡』 - The Miracle of Kathy Miller (1981年) ※テレビ映画
- 『テキサス1の赤いバラ』 - The Best Little Whorehouse in Texas (1982年)
- 『おもちゃがくれた愛』 - The Toy (1982年)
- 『ブルファイター/栄光のラスト・チャンス』 - The Fighter (1983年) ※テレビ映画
- 『セカンド・チャンス』 - Two of a Kind (1983年)
- 『ライク・ファーザー・アンド・サン』 - Marvin & Tige (1983年)
- 『バディ・システム』 - The Buddy System (1984年)
- 『スイング・シフト』 - Swing Shift (1984年)
- 『おかしな関係』 - Best Defense (1984年)
- 『オール・オブ・ミー/突然半身が女に!』 - All of Me (1984年)
- 『デッド・シティ・カクテル/夜を葬れ』 - Seduced (1985年) ※テレビ映画
- 『スラッガーズ・ワイフ』 - The Slugger's Wife (1985年)
- 『女ざかり/ホリーとサンディ』 - Just Between Friends (1986年)
- 『すみれは、ブルー』 - Violets Are Blue (1986年)
- 『爆発!海底大油田/ファイヤー・インフェルノ』 - Oceans of Fire (1986年) ※テレビ映画
- 『Xを探せ』 - Spot Marks the X (1986年) ※テレビ映画
- 『新・刑事コジャック/虚栄の絆』 - Kojak: The Price of Justice (1987年) ※テレビ映画
- 『ラグナ・ヒート/炎の殺人者』 - Laguna Heat (1987年) ※テレビ映画
- 『想い出のジュエル』 - Fresh Horses (1988年)
- 『ミッドナイト・スナイパー/人妻が目撃した死体なき殺人』 - Night Walk (1989年) ※テレビ映画
- 『3人の婚約者』 - Worth Winning (1989年)
- 『クライ・ベイビー』 - Cry-Baby (1990年)
- 『霊感コメディ/イン・ザ・スピリッツ』 - In the Sprit (1990年)
- 『疑惑の銃弾/ボストンの夜』 - Goodnight Sweet Wife: A Murder in Boston (1990年) ※テレビ映画
- 『デコレーション・デイ/30年目の勲章』 - Decoration Day (1990年) ※テレビ映画
- 『アルコリズム/引きさかれた絆』 - Keeping Secrets (1991年) ※テレビ映画
- 『マイ・スイート・ファミリー』 - Big Girls Don't Cry... They Get Even (1991年)
- 『冬の恋人たち』 - The Cutting Edge (1992年)
- 『血ぬられたレガシー』 - Legacy of Lies (1992年) ※テレビ映画
- 『もう子守歌はいらない』 - Blind Spot (1993年) ※テレビ映画
- 『目撃証人』 - Taking the Heat (1993年) ※テレビ映画
- 『エアポート'98』 - Mercy Mission: The Rescue of Flight 771 (1993年) ※テレビ映画
- 『判決のとき』 - Getting Gotti (1994年) ※テレビ映画
- 『トワイライト・ゾーン最終章/ロッド・サーリング・スペシャル』 - Twilight Zone: Rod Serling's Lost Classics (1994年) ※テレビ映画
- 『キングフィッシュ/大統領への挑戦』 - Kingfish: A Story of Huey P. Long (1995年) ※テレビ映画
- 『グラスハープ/草の竪琴』 - The Grass Harp (1995年)
- 『シークレット・オンエアー』 - Her Hidden Truth (1995年) ※テレビ映画
- 『ウエストサイド・ワルツ』 - The West Side Waltz (1995年) ※テレビ映画
- 『殺人容疑』 - The Siege at Ruby Ridge (1996年) ※テレビ映画
- 『エド・マクベインの87分署-熱く長い夜-』 - Ed McBain's 87th Precinct: Heatwave (1997年) ※テレビ映画
- 『監禁』 - Home Invasion (1997年)
- 『もう一度アイ・ラブ・ユー』 - That Old Feeling (1997年)
- 『ジュリアン・ポーの涙』 - Julian Po (1997年)
- 『楽園のキス』 - Kiss the Sky (1998年)
- 『アイリスの秋』 - A Cooler Climate (1999年) ※テレビ映画
- 『三ばか大将/芸に賭けた男たち』 - The Three Stooges (2000年) ※テレビ映画
- 『フィラデルフィア24時』 - The Thin Blue Lie (2000年) ※テレビ映画
- 『オズモンズ 心をつなぐ歌声』 - Inside the Osmonds (2001年) ※テレビ映画
- 『25年目のハッピー・クリスマス』 - Finding John Christmas (2003年) ※テレビ映画
- 『天使が街にやって来た!』 - When Angels Come to Town (2004年) ※テレビ映画

### テレビドラマ
- 『ネーム・オブ・ザ・ゲーム』 - The Name of the Game (1969年-1970年) ※2エピソード
- 『警部ダン・オーガスト』 - Dan August (1970年) ※2エピソード
- 『メアリー・タイラー・ムーア・ショー』 - Mary Tyler Moore (1970年-1977年) ※168エピソード
- 『探偵キャノン』 - Cannon (1971年-1975年) ※3エピソード
- 『すてきなサンディー』 - The Sandy Duncan Show (1972年) ※4エピソード
- 『サンフランシスコ捜査線』 - The Streets of San Francisco (1972年-1976年) ※11エピソード
- 『ボブ・ニューハート・ショー』 - The Bob Newhart Show (1972年-1978年) ※137エピソード
- 『ザ・マジシャン』 - The Magician (1973年-1974年) ※22エピソード
- 『トニー・ランドール・ショー』 - The Tony Randall Show (1976年-1978年) ※4エピソード
- 『事件記者ルー・グラント』 - Lou Grant (1977年-1982年) ※98エピソード
- 『刑事コロンボ』 - Columbo (1977年-1992年) ※9エピソード
- 『アフターMASH』 - After MASH (1983年-1984年) ※7エピソード
- 『マーダー』 - Murder in the Heartland (1993年) ※ミニシリーズ
- 『JESUS 奇蹟の生涯』 - Jesus (1999年) ※ミニシリーズ
- 『偽りのブロンド～マリリン・モンロー』 - Blonde (2001年) ※ミニシリーズ
- 『名探偵モンク』 - Monk (2003年) ※2エピソード
- 『ヘラクレス/選ばれし勇者の伝説』 - Hercules (2005年) ※ミニシリーズ